# Correpoco
Correpoco es una localidad del municipio de Los Tojos (Cantabria, España). En el año 2024 contaba con una población de 43 habitantes (INE) siendo el núcleo menos poblado de todo el municipio. La localidad se encuentra a 462 metros de altitud sobre el nivel del mar, en un terreno algo desigual. Dista 4,5 kilómetros de la capital municipal, Los Tojos. 
Cerca de esta localidad el río Argoza se une al río Saja. Una panorámica de la zona de Correpoco se obtiene desde el Mirador del Pico Castrón, situado al principio del Puerto de Palombera, cerca de El Tojo. La iglesia parroquial está dedicada a San Juan Bautista y data del siglo XVI. Contiene una pila bautismal de tradición románica. Celebra fiestas el día 24 de junio (San Juan, el 16 de agosto y el 2 de octubre –Feria de Covaldriz–).
El pueblo se asienta sobre un deslizamiento de ladera que ha afectado a varios de sus edificios.